# Yakisugi
Yakisugi (Japans: 焼 き 杉 - letterlijk: gegrilde/verbrande ceder) is een van oorsprong Japanse houtbewerkingstechniek waarbij het hout wordt verduurzaamd door het een koolstoflaag te geven, meestal door verbranding. Het verkregen materiaal is beter bestand tegen vuur, insecten en schimmels. Deze techniek wordt hergebruikt door hedendaagse architecten zoals Terunobu Fujimori en is voorgesteld voor de bouw van het Guggenheim Helsinki.
Verkeerdelijk wordt ook de naam Shou-sugi-ban gebruikt.

## Werkwijze
Het effect wordt verkregen door het oppervlak van een houten plank diep te branden. Bij de techniek worden de planken per drie tegen elkaar geplaatst waardoor ze een schoorsteen of tipi vormen. Binnen de schoorsteen wordt een vuur aangewakkerd, waardoor het hout eenzijdig zijn koolstoflaag krijgt.
Het gebruikte hout moet droog zijn en in lange planken gezaagd.

## Oorsprong
Yakisugi komt oorspronkelijk uit Japan. Deze techniek dankt zijn ontstaan aan de timmerlieden in Sendai, een belangrijke Japanse havenstad. Aangenomen wordt dat het zich vooral heeft ontwikkeld vanaf de 18e eeuw. Gedurende deze periode heerste er vrede onder de Tokugawa-shogun en ontwikkelde zich interne handel. De Japanse Binnenzee en zijn eilanden, zoals Naoshima, Seto en Setouchi, werden al snel een strategische en welvarende doorgangsplaats waar yakisugiconstructies zich ontwikkelden.
Yakisugigevels zijn nog steeds erg populair op deze eilanden. Ze worden ook gevonden op theehuizen en traditionele huizen (machiya) in de oude wijken van Kyoto en Nara.

## Productie
Het oorspronkelijk gebruikte hout is sugi, algemeen bekend als Japanse ceder. De wetenschappelijke naam van deze endemische soort van Japan is Cryptomeria japonica. In Europa wordt gebrand hout ondertussen vervaardigd met Scandinavisch vurenhout of Siberisch larikshout. Beide houtsoorten laten zich gemakkelijk bewerken. Siberisch lariks is tamelijk hard en heeft  een hogere densiteit en sterkere massiviteit dan Scandinavisch vurenhout.

## Galerij

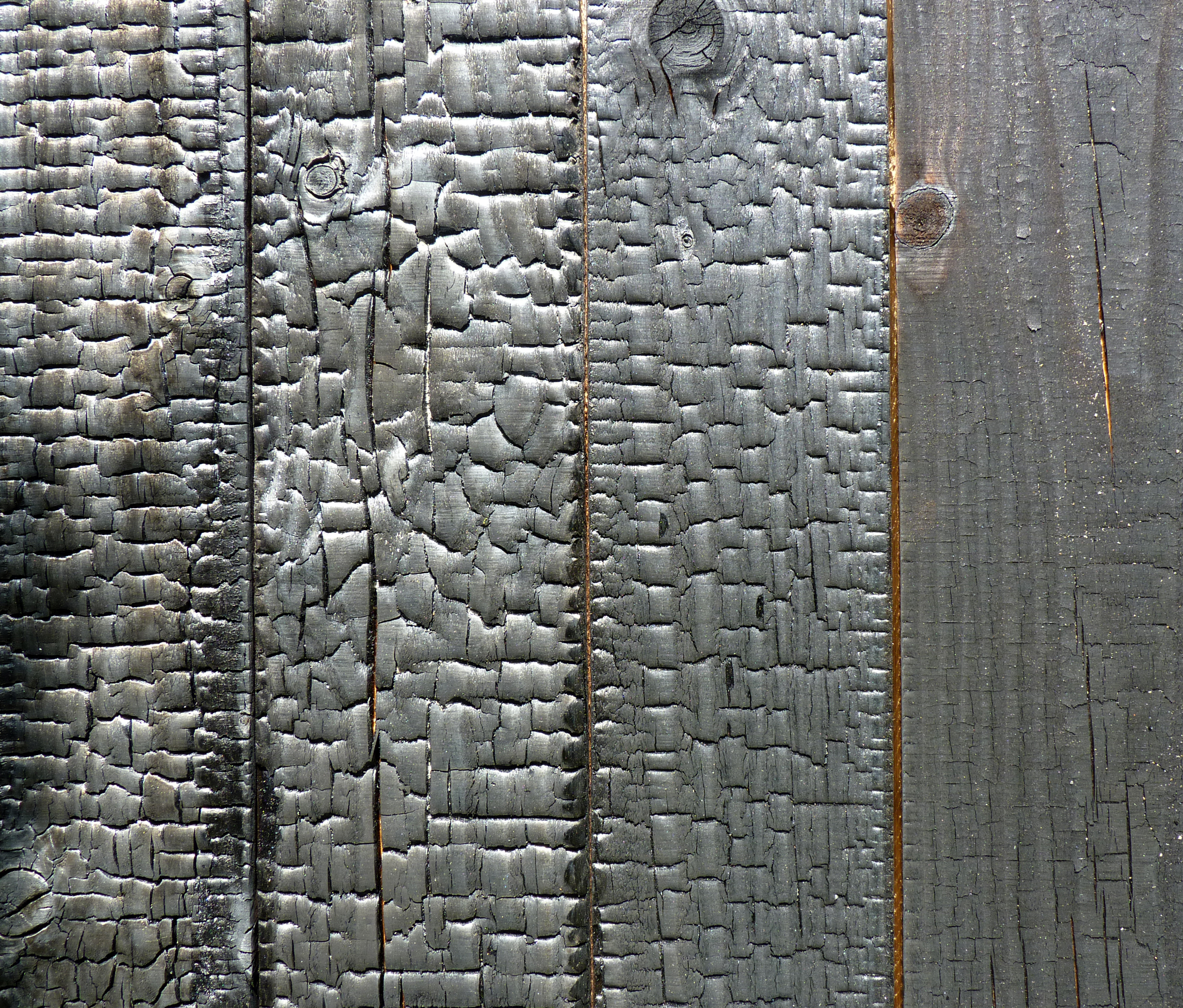
Yakisugihout
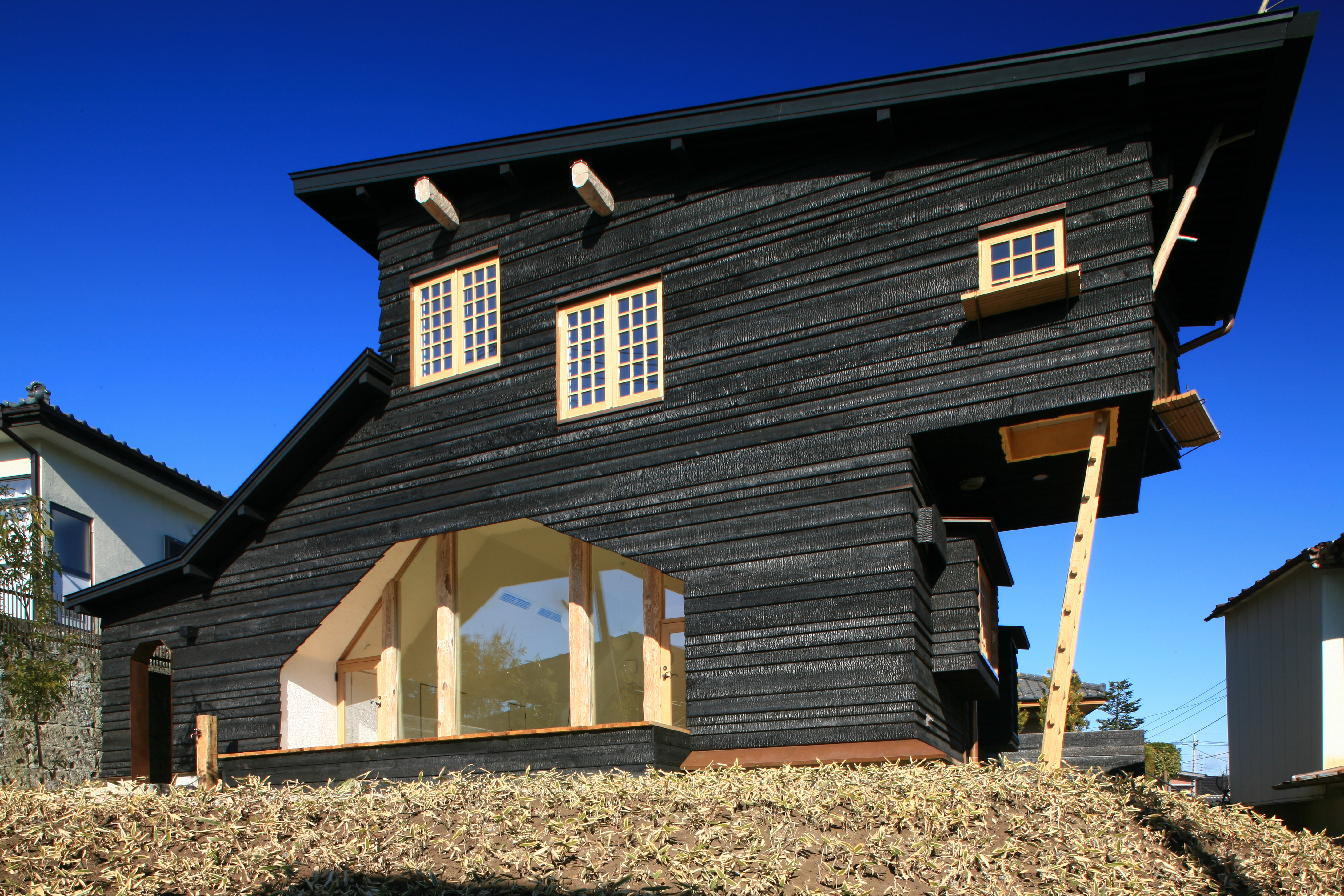
Huis met yakisugigevels
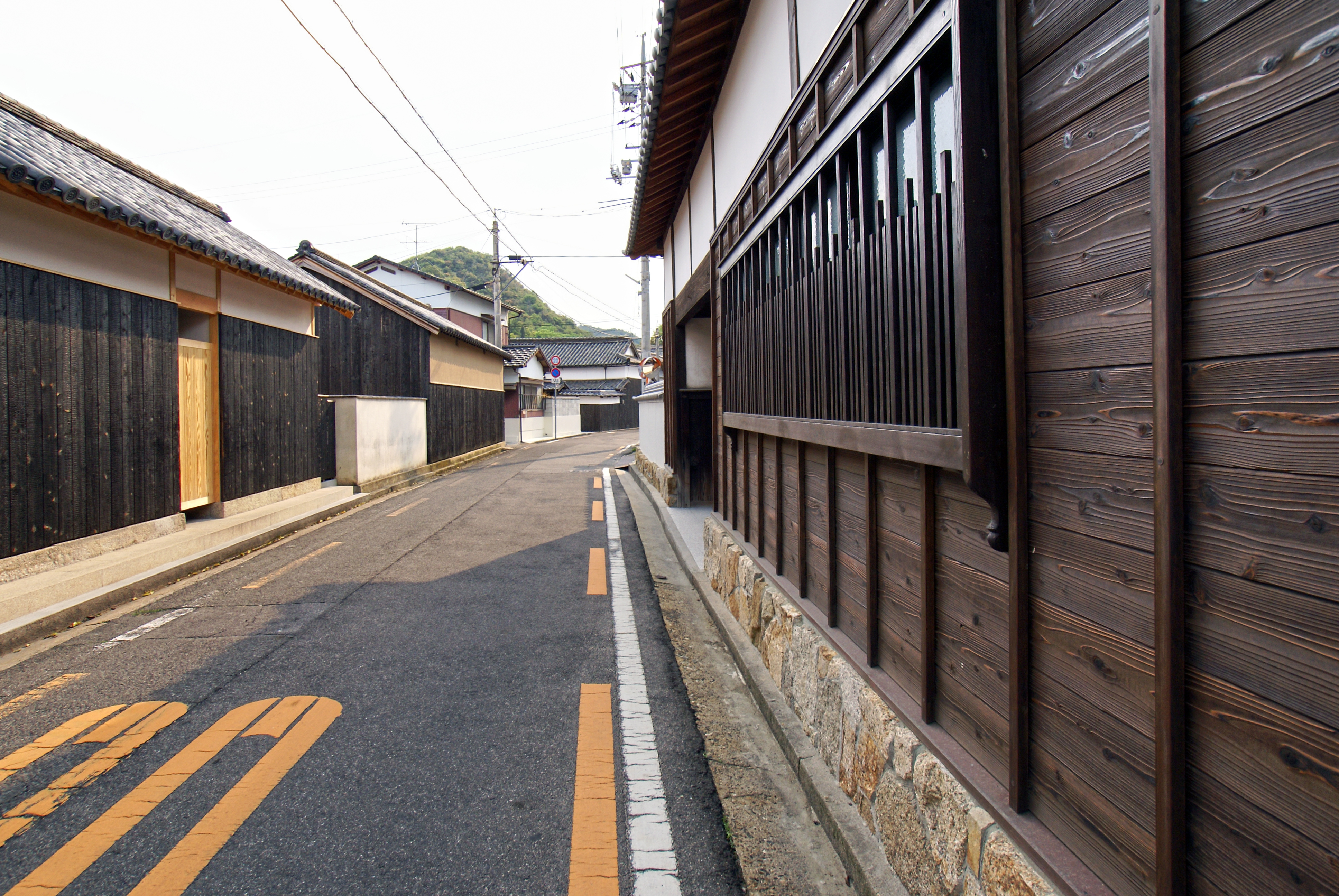
Yakisugi-kunstproject